# Datev Hagopian
Datev Hagopian (din botez Hraci Hagopian, ortografiat uneori și Agopian, în armeană Տաթև Հակոբյան; n. 7 iulie 1966, Mosul, Irak) este episcop armean, Întâistătător al Eparhiei Armene din România (din anul 2010).

## Biografie
Datev Hagopian s-a născut pe 7 iulie 1966 la Mosul (Irak), primind la naștere numele de Hraci. A urmat cursurile elementare la Bagdad (1972-1979), după care a studiat la Seminarul Sfântului Scaun de la Ecimiadzin în perioada 1979-1986, susținându-și teza de absolvire cu tema “Eusebiu din Cezareea în literatura veche armeană” la 10 martie 1988, cu calificativul excepțional.
A fost hirotonit diacon la 14 februarie 1986, la Ecimiadzin, de către arhiepiscopul Husik Santurian. A slujit apoi ca diacon în Eparhia armeană din Irak în anii 1986-1987. După absolvirea studiilor teologice universitare, catolicosul Vazken I l-a trimis pentru a-și continua pregătirea la Universitatea din Geneva (1988-1990). În acest interval, a lucrat ca secretar și diacon la Biserica "Sf. Agop" (Surp Hagop) din Geneva și a predat la școala de duminică. De asemenea, a înființat Uniunea Tinerilor Armeni din Elveția. Este transferat apoi în Olanda, unde a activat ca secretar, diacon și consilier la Biserica "Sf. Duh" din Amsterdam, înființând acolo și o școală de duminică.
A revenit în Irak în anul 1993, fiind hirotonit preot la 18 februarie 1993 de către arhiepiscopul Avak Asadurian în biserica eparhială "Sf. Grigore Luminătorul" (Surp Grigor Lusavorici) din Bagdad. Timp de trei ani, a slujit ca duhovnic și a predat religia creștină la școala duminicală din Bagdad și la Școala Sf. Traducători ce aparține Uniunii Tineretului Bisericii. În paralel, a publicat o serie de articole în revistele armenești “Lăraper” și „Țain”. În perioada iulie-octombrie 1996 a îndeplinit funcția de redactor al săptămânalului „Lăraper” al Patriarhiei Armene din Constantinopol, publicând o serie de articole. Timp de un an a activat pe lângă Sfântul Scaun de la Ecimiadzin, predând la școlile de duminică și la cursurile de pregătire a profesorilor de religie și ținând predici la televiziunea publică armeană în emisiunile „Sirețek zmimians” și „Khoran Luso”, precum și la radio.
În septembrie 1997 catolicosul Karekin I Sarkissian l-a trimis în Franța ca paroh al armenilor din Saint-Étienne și împrejurimi (regiunea Lyon). A slujit timp de șapte ani la Biserica "Sf. Grigore Luminătorul" (Surp Grigor Lusavorici) din Saint Étienne; a înființat corul “Tarkmanceaț”, școala de duminică, clase de limbă armeană pentru tineri, comitetul doamnelor bisericii armene, precum și revista trimestrială „Hai Lvar Magazin”. A urmat cursuri de limba și literatura franceză la Universitatea Jean Monet din Saint-Étienne (1997-1998) și a realizat o serie de emisiuni despre biserica armeană la postul de radio RCF al bisericii catolice din Saint-Étienne (2000-2004).
În anul 1999, pe când se afla în Franța, și-a susținut teza de doctorat cu tema “Ofranda (Madaghă) în teologia armeană” la Universitatea din Lyon, iar la 12 septembrie 1999, în Biserica "Sf. Agop" (Surp Hagop) din Lyon, a primit rangul de Arhimandrit (Vardapet) din partea episcopului Norvan Zakarian.
În aprilie 2004, catolicosul Karekin al II-lea Nersessian l-a numit ca paroh al armenilor din Olanda. Unul dintre motivele trimiterii sale în această țară a fost faptul că era poliglot, vorbind limbile arabă, kurdă și turcă (pe care le vorbeau unii armeni stabiliți acolo), plus limbile franceză, engleză și flamandă. A slujit acolo timp de șase ani, înființând cinci parohii armene (la Arnhem, Utrecht, Assen, Eindhoven și Maastricht), precum și corul Keghart din orașul Alem și organizația de tineret a Bisericii Armene din Olanda (VAJA). A reparat vechea biserică armeană "Sf. Duh" din Amsterdam (în 2008) și a amplasat un hacikar (monument-cruce) închinat memoriei victimelor genocidului din 1915) în Cimitirul Dimân din același oraș. De asemenea, a tipărit calendarul bisericesc ilustrat al Eparhiei Armene din Olanda, a coordonat traducerea Sfintei Liturghii în limba neerlandeză și a publicat numeroase articole de specialitate în presa armeană.

## Conducător al Eparhiei Armene din România
În iulie 2010, ca urmare a decesului arhiepiscopului Dirayr Mardichian, catolicosul Karekin al II-lea a despărțit Episcopia României de cea a Bulgariei, fiecare țară urmând să aibă câte un Srpazan (Episcop). El a nominalizat trei candidați pentru funcția de Arhiepiscop al Bisericii Armene din România: arhimandritul Datev Hagopian (aflat în misiune pastorală în Olanda), arhimandritul Nareg Berberian (aflat în misiune pastorală în SUA) și episcopul Nathan Hovhannisian (aflat în Armenia). În calitate de candidat, arhimandritul Datev Hagopian a vizitat Eparhia în perioada 15-22 iulie și a oficiat liturghia în Catedrala armeană din București pe 18 iulie.
În ședința extraordinară a Congresului Eparhial al Arhiepiscopiei Armene din România din 24 septembrie 2010, arhimandritul Datev Hagopian a fost ales în funcția de Eparh (Aracinort) al Bisericii Armene din România. Printr-o scrisoare adresată la 25 septembrie 2010 preotului Ezras Bogdan, locțiitor al Eparhului Bisericii Armene din România, Karekin al II-lea, Catolicosul Tuturor Armenilor de la Sfântul Scaun de la Ecimiadzin, a binecuvântat și întărit alegerea noului Eparh al Bisericii Armene din România. A fost întronizat la 7 noiembrie 2010 în Catedrala armeană "Sfinții Arhangheli" din București de către episcopul Nathan Hovhannisian (reprezentant al catolicosului de Ecimiadzin). La această ceremonie au asistat episcopul vicar patriarhal Ciprian Câmpineanul (delegat al patriarhului Bisericii Ortodoxe Române) și arhiepiscopul romano-catolic Ioan Robu.
După întronizare, arhimandritul Datev Hagopian a efectuat o serie de vizite pastorale la comunitățile armene din România. El s-a aflat la Suceava la 11 februarie 2011 , la Pitești la 16 februarie  și la Iași în perioada 25-28 februarie 2011, aici întâlnindu-se cu mitropolitul Teofan Savu al Moldovei și Bucovinei 
și cu episcopul romano-catolic Petru Gherghel.